# Dan Gilroy
Daniel Christopher Gilroy (nacido el 24 de junio de 1959) es un guionista y director de cine estadounidense. Es mejor conocido por escribir y dirigir Nightcrawler (2014), por la que ganó el premio al Mejor Guion en la 30.ª edición de los Independent Spirit Awards y fue nominado al Mejor Guion Original en la 87.ª edición de los Premios de la Academia. Sus otras obras como guionista incluyen Freejack (1992), Two for the Money (2005), The Fall (2006), Real Steel (2011) y The Bourne Legacy (2012), este último en colaboración con su hermano Tony Gilroy. Su esposa, René Russo, también ha sido su colaboradora frecuente desde que se conocieron en 1992 y se casaron ese mismo año.

## Temprana edad y educación
Dan Gilroy nació el 24 de junio de 1959 en Santa Mónica, California. Es hijo del dramaturgo ganador del Premio Pulitzer Frank D. Gilroy (1925-2015),  y de la escultora y escritora Ruth Dorothy Gaydos. Su hermano, Tony Gilroy, es guionista y director, y su hermano gemelo, John Gilroy, es editor de cine. Dan recuerda que cuando era niño, ver a su padre trabajar y escribir en casa a tiempo completo simplificó las complejidades de convertirse en escritor.
Gilroy creció en Washingtonville, Nueva York, donde asistió a la escuela secundaria Washingtonville. En 1981, se licenció en literatura inglesa en el Dartmouth College, al que también asistió su padre. En Dartmouth, él y el crítico de cine del Boston Globe, Ty Burr, eran compañeros de clase y asistieron a una clase impartida por David Thomson, otro crítico de cine. Gilroy desarrolló un gran interés por las obras escritas de la época victoriana, principalmente las de Charles Dickens, Anthony Trollope y George Eliot.

## Carrera
Gilroy comenzó su carrera como guionista coescribiendo el thriller de ciencia ficción Freejack (1992) con Steven Pressfield y Ronald Shusett, dirigido por Geoff Murphy y basado en la novela Immortality, Inc. de Robert Sheckley. Allí conoció a la coprotagonista de la película Rene Russo, con quien se casó ese mismo año. Luego de Freejack, escribió para los rodajes de Chasers (1994), Two for the Money (2005), y The Fall. El sueño de Alexandria (2006). En su positiva reseña de Two for the Money, Roger Ebert del Chicago Sun-Times dijo que el guion de Gilroy "es sobre tres personas que son transformadas entre sí, mientras una situación se desarrolla que es igual de peligrosa en todo sentido".
Con Jeremy Leven, coescribió Real Steel (2011), dirigida por Shawn Levy y basada en el cuento "Steel" de Richard Matheson. Coescribió con su hermano Tony Gilroy el guion de The Bourne Legacy (2012), que fue editado por su hermano gemelo, John Gilroy. Dirigida por Tony Gilroy, la película está inspirada en la serie de novelas Jason Bourne de Robert Ludlum. Manohla Dargis de The New York Times describió el guion de los Gilroy como algo que "le ha dado a [Tony] mucho más para discutir (ubicaciones, personajes, hardware, expectativas de la franquicia) de lo que ha tenido que lidiar en el pasado", mientras El crítico del Toronto Star, Peter Howell, dijo que recurrió "demasiado al parloteo y la jerga y no lo suficiente a la acción".
Gilroy hizo su debut como director con el thriller Nightcrawler (2014), protagonizado por Jake Gyllenhaal, Rene Russo y Riz Ahmed. Gilroy también escribió el guion, que concibió en 1988 después de leer el fotolibro Naked City, una colección de fotografías tomadas por el fotógrafo estadounidense Weegee de residentes nocturnos de la ciudad de Nueva York de la década de 1940. Gilroy no empezó a escribir el guion hasta que se mudó a Los Ángeles dos años después, cuando reconoció una gran cantidad de historias violentas en las noticias de televisión. Según Gilroy, considera que la película es una historia de éxito sobre un equivalente moderno de Weegee y una advertencia sobre los riesgos que plantea el capitalismo. Nightcrawler fue bien recibido por la prensa en el momento de su lanzamiento, al igual que el guion de Gilroy, por el que fue nominado al Mejor Guion Original en la 87.ª edición de los Premios de la Academia, y ganó el Mejor Guion en la 30.ª edición de los Premios Independent Spirit. En los premios Independent Spirit, Gilroy cerró su discurso de aceptación lamentando la proliferación de películas de superhéroes en Hollywood.
En 2017, coescribió la aventura de Jordan Vogt-Roberts Kong: Skull Island con Max Borenstein y Derek Connolly, y escribió y dirigió Roman J. Israel, Esq., un drama legal protagonizado por Denzel Washington. Gilroy concibió a Roman J. Israel después de realizar una extensa investigación sobre la década de 1960, donde muchos estadounidenses protestaron y defendieron firmemente ciertos derechos individuales y grupales. El guion había comenzado como una película, cuyo papel principal escribió específicamente para Washington; Gilroy ha dicho que no habría hecho la película si Washington se hubiera negado a asumir el papel. Después de su estreno en el Festival Internacional de Cine de Toronto (TIFF), reeditó la película recortando 13 minutos de tiempo de ejecución para que la trama llegara rápidamente, ya que el corte anterior había puesto mucho énfasis en los personajes. En su estreno, aunque la actuación de Washington fue mayormente elogiada,  el guion de Gilroy para la película generó respuestas ambivalentes de la prensa: Peter Travers de Rolling Stone la elogió como "por encima del thriller legal estándar pero por debajo del drama personal trascendente que aspira a ser", mientras que Chris Nashawaty de Entertainment Weekly sintió que, en última instancia, fue una decepción. 

### Otros proyectos
Tim Burton contrató a Gilroy para reescribir el guion de Superman Lives de Wesley Strick, haciéndola más consciente del presupuesto y extendiendo la psicología de la trama para los borradores finales del rodaje antes de que WB lo cancelara. Gilroy apareció más tarde en el documental La muerte de "Superman Lives": ¿Qué pasó? (2015) para contar su contribución al proyecto. En 2011, debía escribir una adaptación cinematográfica de la tira cómica de aventuras The Annihilator.

## Vida personal
Gilroy reside en Los Ángeles con la actriz René Russo, con quien está casado desde 1992. La pareja tiene una hija, Rose.

## Filmografía
Películas
| Año  | Título                           | Director de cine | Guionista | Notas                             | Ref.   |
| ---- | -------------------------------- | ---------------- | --------- | --------------------------------- | ------ |
| 1992 | Freejack                         | No               | Sí        |                                   | [ 36 ] |
| 1994 | Chasers                          | No               | Sí        |                                   | [ 37 ] |
| 2005 | Two for the Money                | No               | Sí        | También director ejecutivo        | [ 38 ] |
| 2006 | The Fall. El sueño de Alexandria | No               | Sí        |                                   | [ 39 ] |
| 2011 | Real Steel                       | No               | Historia  |                                   | [ 40 ] |
| 2012 | The Bourne Legacy                | No               | Sí        |                                   | [ 41 ] |
| 2014 | Nightcrawler (película)          | Sí               | Sí        | Debut como director               | [ 42 ] |
| 2017 | Kong: La Isla Calavera           | No               | Sí        |                                   | [ 43 ] |
| 2017 | Roman J. Israel, Esq.            | Sí               | Sí        | Previamente titulada "Inner City" | [ 44 ] |
| 2019 | Velvet Buzzsaw                   | Sí               | Sí        |                                   | [ 45 ] |

Solo productor
- Revista Sueños (2023)

Televisión
| Año  | Título           | Notas       |
| ---- | ---------------- | ----------- |
| 2007 | Ciudad de la Luz | 6 episodios |
| 2022 | Andor            | 3 episodios |

## Premios y distinciones
Premios Óscar
| Año  | Categoría            | Película     | Resultado |
| ---- | -------------------- | ------------ | --------- |
| 2015 | Mejor guion original | Nightcrawler | Nominado  |